# へしこ
へしことは、青魚に塩を振って塩漬けにし、さらに糠漬けにした郷土料理、および水産加工品である。福井県若狭地方および京都府丹後半島、石川県の伝統料理で、越冬の保存食として重宝されている。2007年（平成19年）12月、「さばのへしこ」として、農山漁村の郷土料理百選の一つに選定された。
若狭の特産品・土産物とされる。漬け込む魚の種類はサバが代表的であるが、イワシやフグも使われる。

## 語源
名前の由来については、漁師が魚を樽に押し込むことを「へし込む」と言ったことから、「へし込まれた物」が略されて「へしこ」となったという説、魚を塩漬けにする際に滲み出てくる水分のことを「干潮（ひしお）」と呼んだことから、これが訛ったものであるとする説、アイヌ語で「へしこ（pe-si-kor）」=「滲み出てくる水分が・それ（味、保存性）を・産む」に由来する説（萱野茂『アイヌ語辞典』）などがある。

## 製法
現代では塩と米糠だけでなく、塩漬け後に生じる魚醤、醤油、味醂、焼酎、酒粕なども味付けに用いる。こうした漬けダレの配合比率や、生産する地域の気候により、味は製造業者ごとで微妙に異なる。 糠を軽く落とし火で炙ったものはお茶漬けや酒肴に良い。新鮮なものであれば刺身で食べることもできる。塩辛いがうま味が深いため、パスタやサンドウィッチの具などにも使われる。           
同じく魚を糠漬けにする料理として、北海道の釧路や厚岸、根室方面ではニシンやサンマを使った糠ニシンや糠サンマがあり、へしこの調理法が北前船によって現地に伝わり広まったと言われている。

## 美浜のへしこ

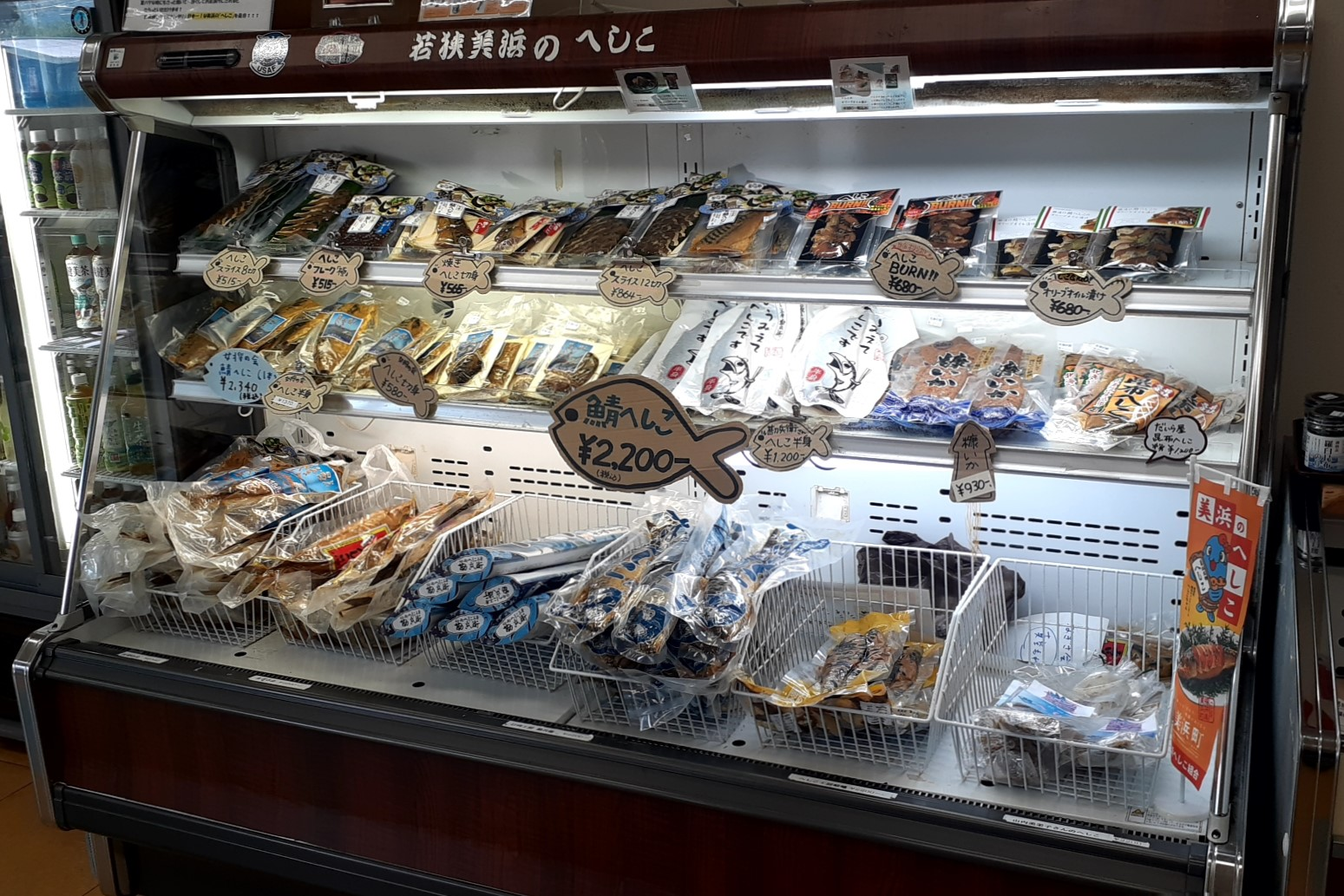
美浜のへしこ売店の様子（五湖の駅）

若狭地方の美浜町にはゆるキャラのへしこちゃんが存在する。同町では、海水浴客の減少を受けて1997年から名物料理検討委員会で地域おこしに使える郷土食を議論して、鯖のへしこを重点を置くこととした。濃厚なうま味を生かして、洋風料理の具にも使っている（スパゲティ、カルパッチョ、サンドイッチ、キッシュなど）。
2015年（平成27年）4月24日、「海と都をつなぐ若狭の往来文化遺産群 - 御食国（みけつくに）若狭と鯖街道 - 」の構成文化財として日本遺産に認定される。

### 歴史
海に面する美浜町では、豊かな海産物を活かす様々な魚食文化が伝承されている。その中でも最もポピュラーなものがへしこである。美浜町内の家庭では、漁村はもちろん、農村においても、1年中へしこが食べられていたとされる。
降雪に見舞われる冬は、農村では農閑期、漁村では時化のため出漁できない日が多く、冬季の食料確保が大きな課題であったことから、保存食としてのへしこが重宝された。米糠とサバという地元で身近な素材を用いた手軽な保存食であったことも、へしこが地域に浸透した要因である。
美浜町ではサバだけに限らず、フグやシイラ、ハタハタ、トビウオなどもへしこにしていた。「へしこは4度食える。いっぺんは匂いで、にへんは糠で、さんべんはミで、よんへんは骨で食う」というほどに、地域においてなじみの深い保存食である。

### 製法

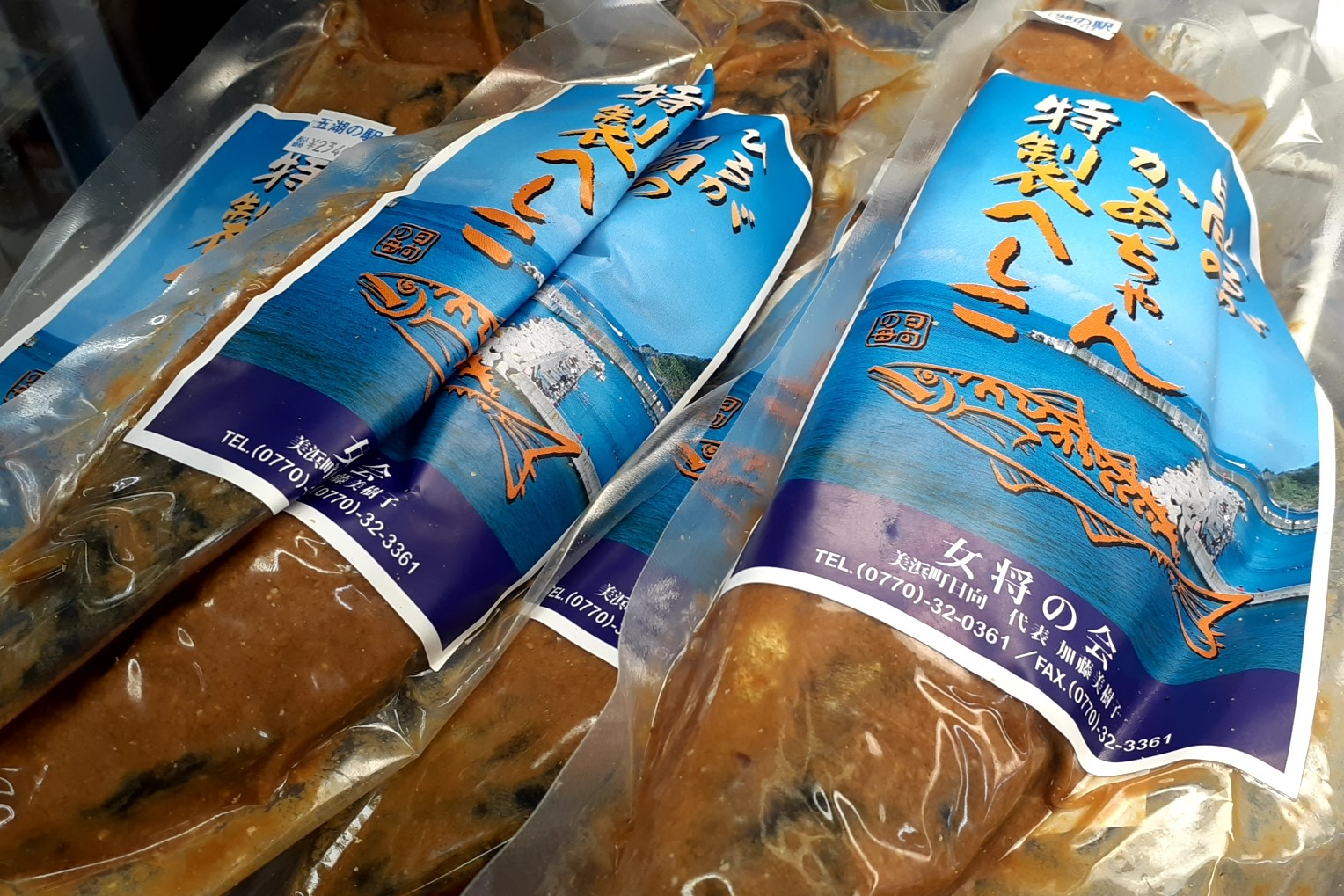
美浜のへしこ（女将の会）

1. 背割りしたサバをささらを使って血や汚れ等（内蔵）水洗いし、きれいにする。
2. 樽に塩を両面にまぶし塩漬けする。その時に出た汁を（しえ）という。これが大事で本漬けの時に使う。本漬けは米ぬかに塩を混ぜる。
3. 町内でも各家庭、各製造所によって、仕上げ方は異なる。醤油、みりん、唐辛子など調味料を入れ、それぞれの美味しいと思う自慢のへしこに仕上げる[6][7]。

美浜町早瀬にあるきたむら旅館の女将、北村恵子への聞き取り調査によれば、きたむら旅館自家製のへしこの作り方は、以下のとおりである。
1. 大きなボールかバットなどを用意して、その上でサバのえらぶたの中に塩をぬり込む。サバの身全体にぺたんぺたんといった感じで、塩の量は一本に何グラムというわけではなく真っ白になるぐらいに手秤でまんべんなくまぶして付ける[8]。
2. 開いた身を元に戻して一本にしたものを、桶の中に隙間なく掌で押すようにして並べ重しをして、10日間から2週間ぐらい漬けておくと塩が身に浸透して汁（しぇ）が出てくる[8]。
3. 出てきた汁（しぇ）で桶の中で溶けないで残っている塩を振り洗い、ひと晩、箱の中で身を開いて寝かせて水気をなくす[8]。
4. 出てきただし汁（しぇ）を大鍋で煮込んで出てきた灰汁を丁寧に掬い布で濾すと薄口醬油より少し濃いめの液ができる。この汁がどの家でもそれぞれ自慢の漬汁となるが、北村家では醬油、酒、味醂を加えて自分なりの漬汁とする[8]。
5. この漬汁にサバをくぐらせ、開いて皮を下に身を上にして隙間なく桶に並べて糠を振り掛ける[8]。
6. 桶の底にも漬け込む前に糠を振っておいて、繰り返して隙間なくつけていく[8]。このとき、しっかりと押し込むというところから、へしこという名が付いたんだというひともいる[8]。
7. 家によっては、初めよりも軽い重しで漬けるところもあるが、北村家では初めと同じ重しを使い、漬け汁が糠に浸み込んで行った場合は液を追加する[8]。
8. 重しの石が半分、液につかるぐらいまで加減をして約10ヵ月、手間ひまをかける[8]。

### 食べ方

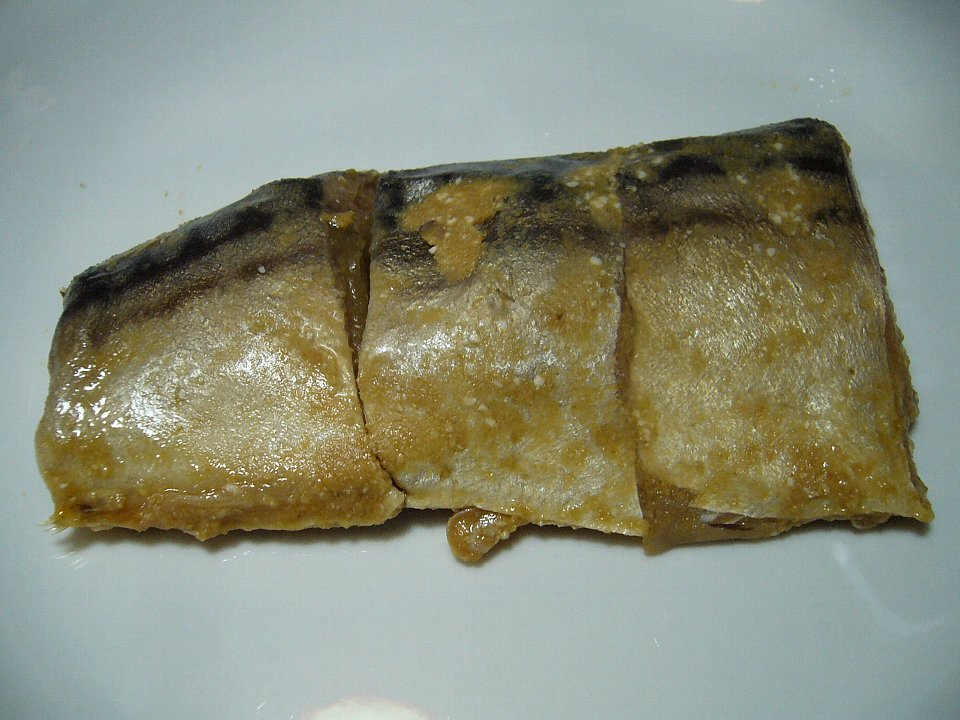
米ぬかを落とした状態

下処理として、まず袋から取り出し手で広げる。全体にたっぷりついている米ぬかを手できれいにかき出し、旨味がぎっしり詰まった米ぬかは捨てずにとっておく。背開きになっているへしこを2枚に卸し、食べやすい大きさ（1切れ3センチメートルくらい）に切る。1度に食べ切れない時は1切れずつラップに包み、ジッパー付保存袋に入れて冷凍保存できる。
かき出した米ぬかはごまと一緒に弱火でから煎りするとふりかけになり、残った骨は出汁にするとへしこの旨味たっぷりの出汁が出来る。切り身を焼くときは、米ぬかは焦げやすいので火力を調整しながらじっくり両面を焼く。生で食べるときは、腹骨を包丁でそぎ落とし裏返して薄皮を剥がし食べやすい大きさにスライスして食べる。

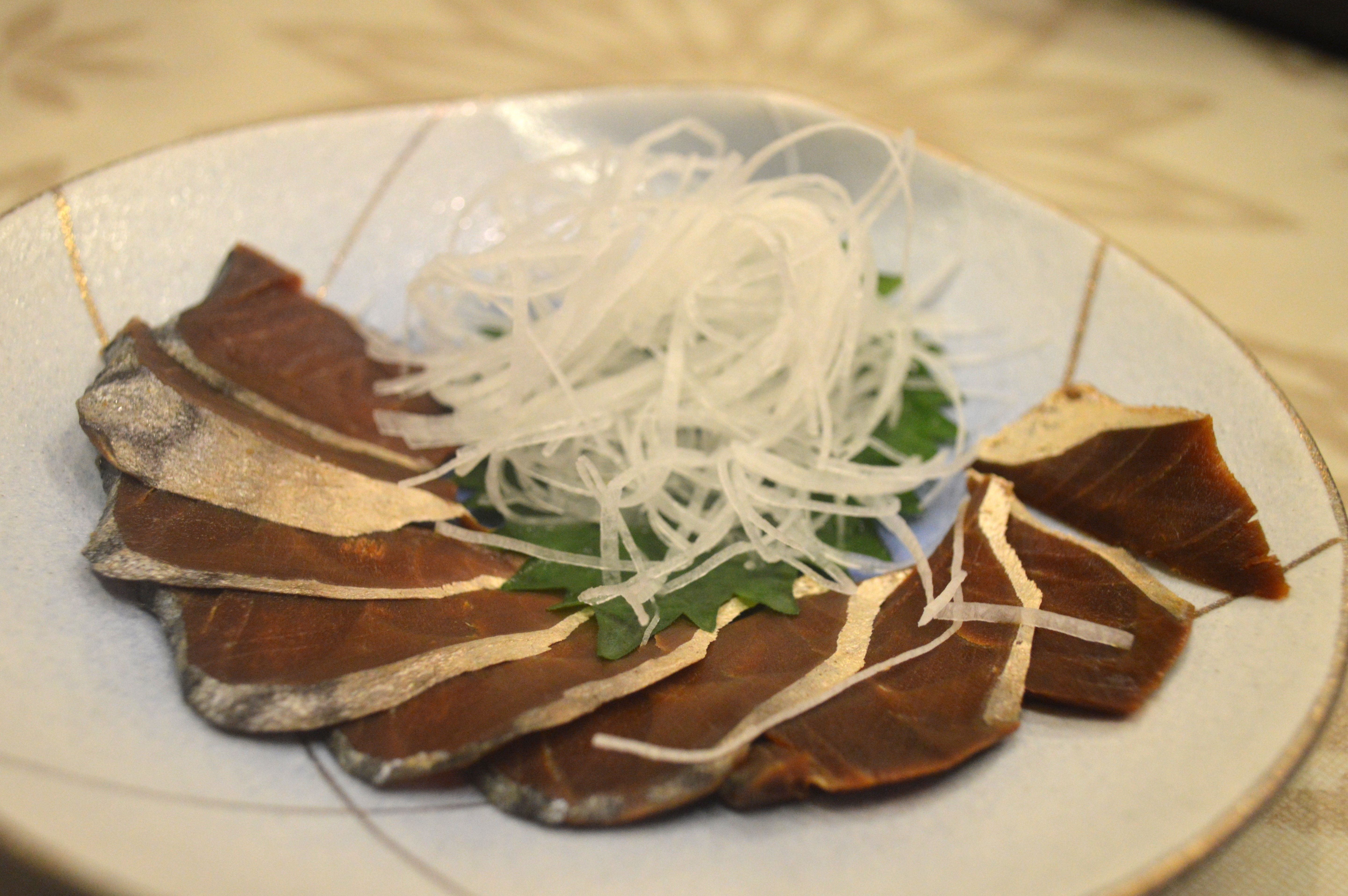
へしこの刺身（食事処 建）
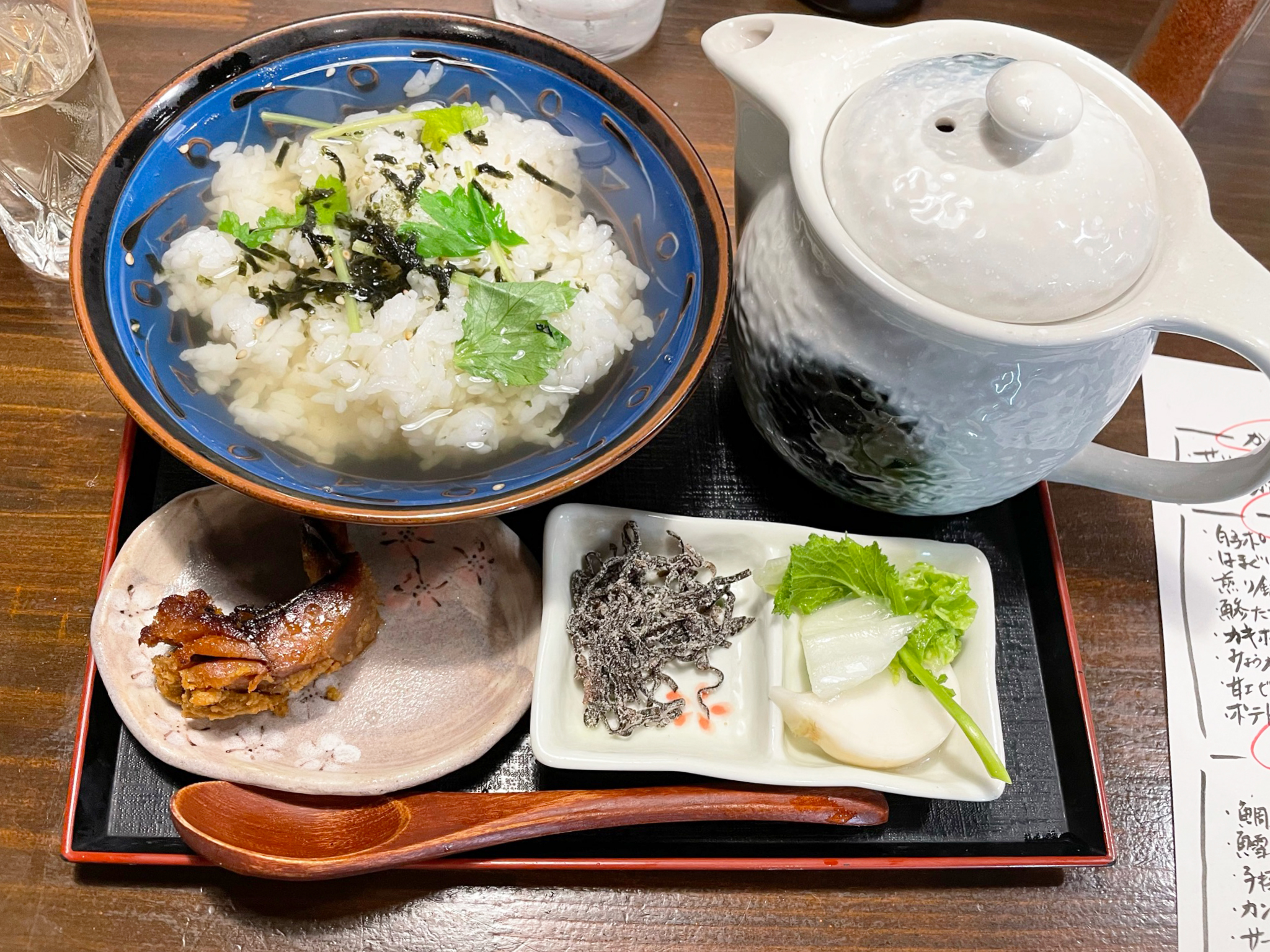
へしこの茶漬け（福井県敦賀市）
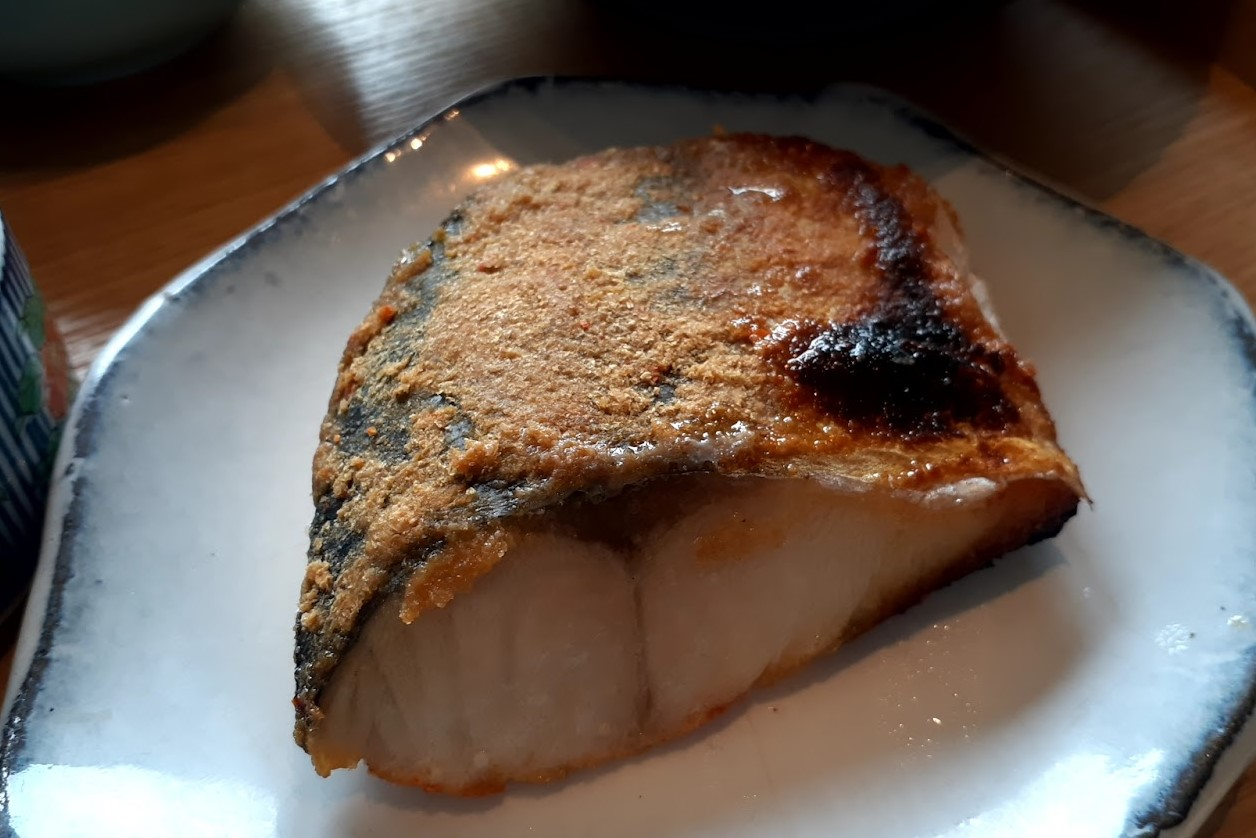
浅漬けへしこ（ひさみ）
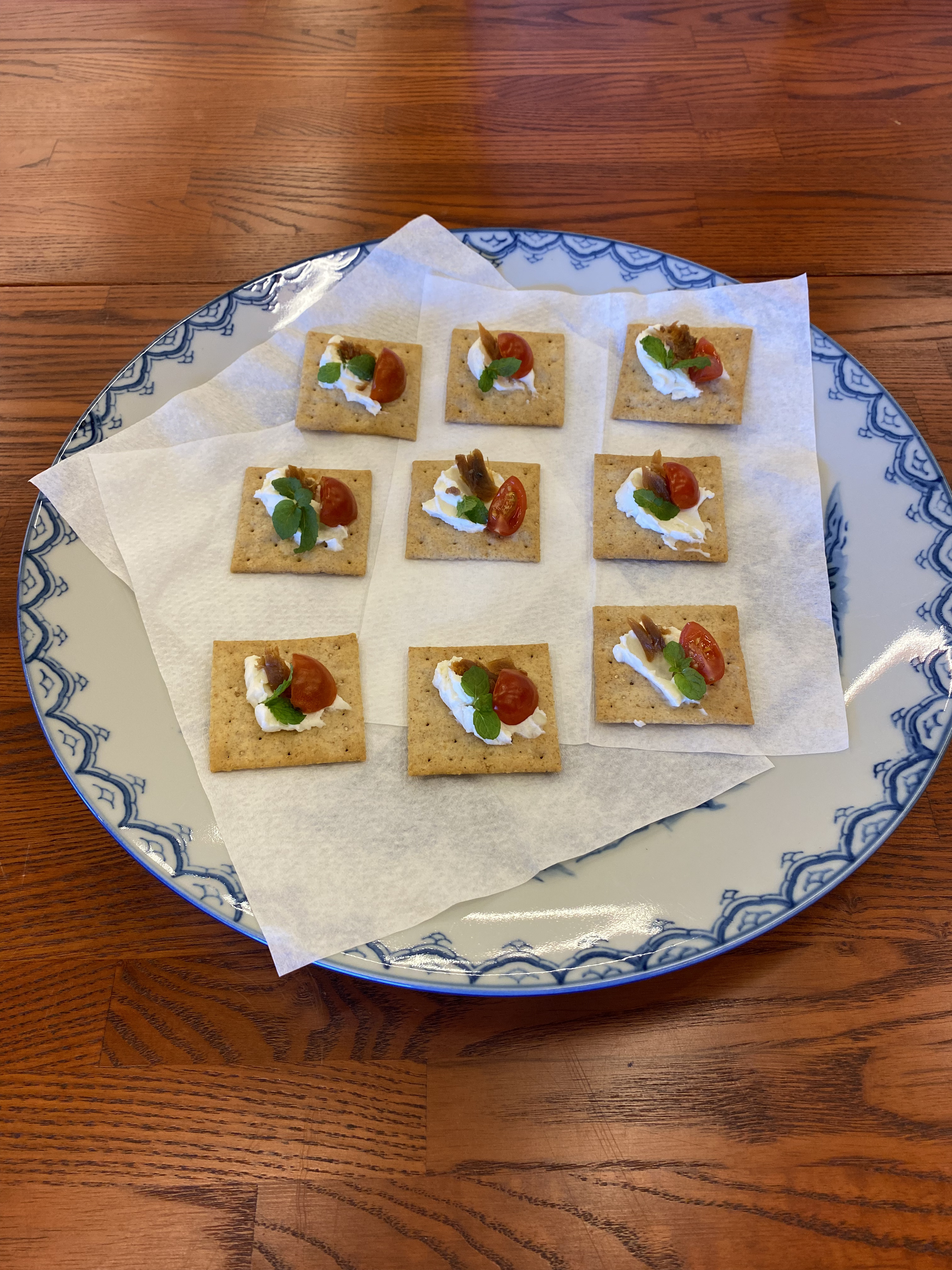
へしこカナッペの一例（女将の会）
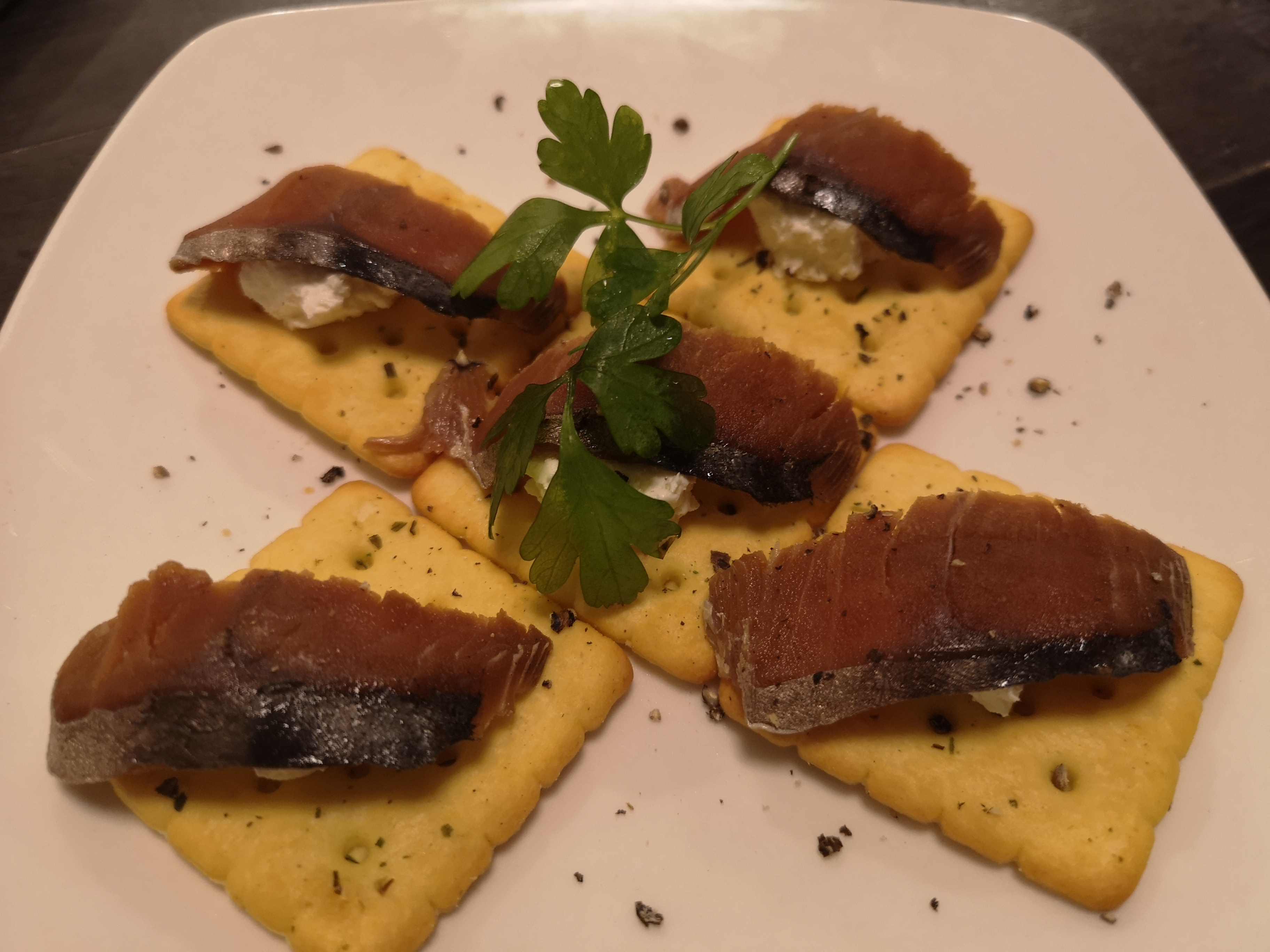
へしこカナッペの一例（居酒屋あなぐらももんじ）
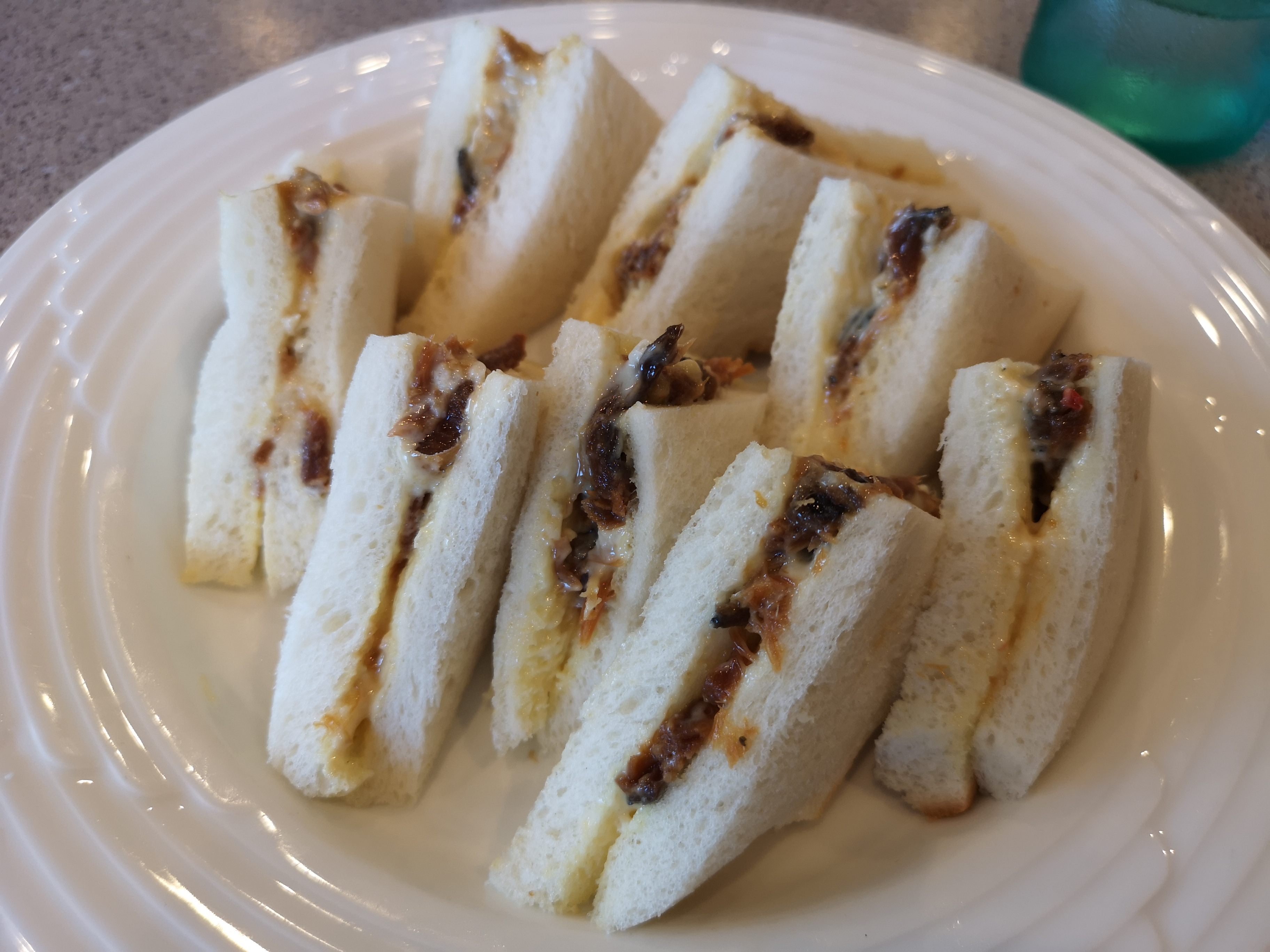
へしこサンドウィッチ（喫茶オーロラ）
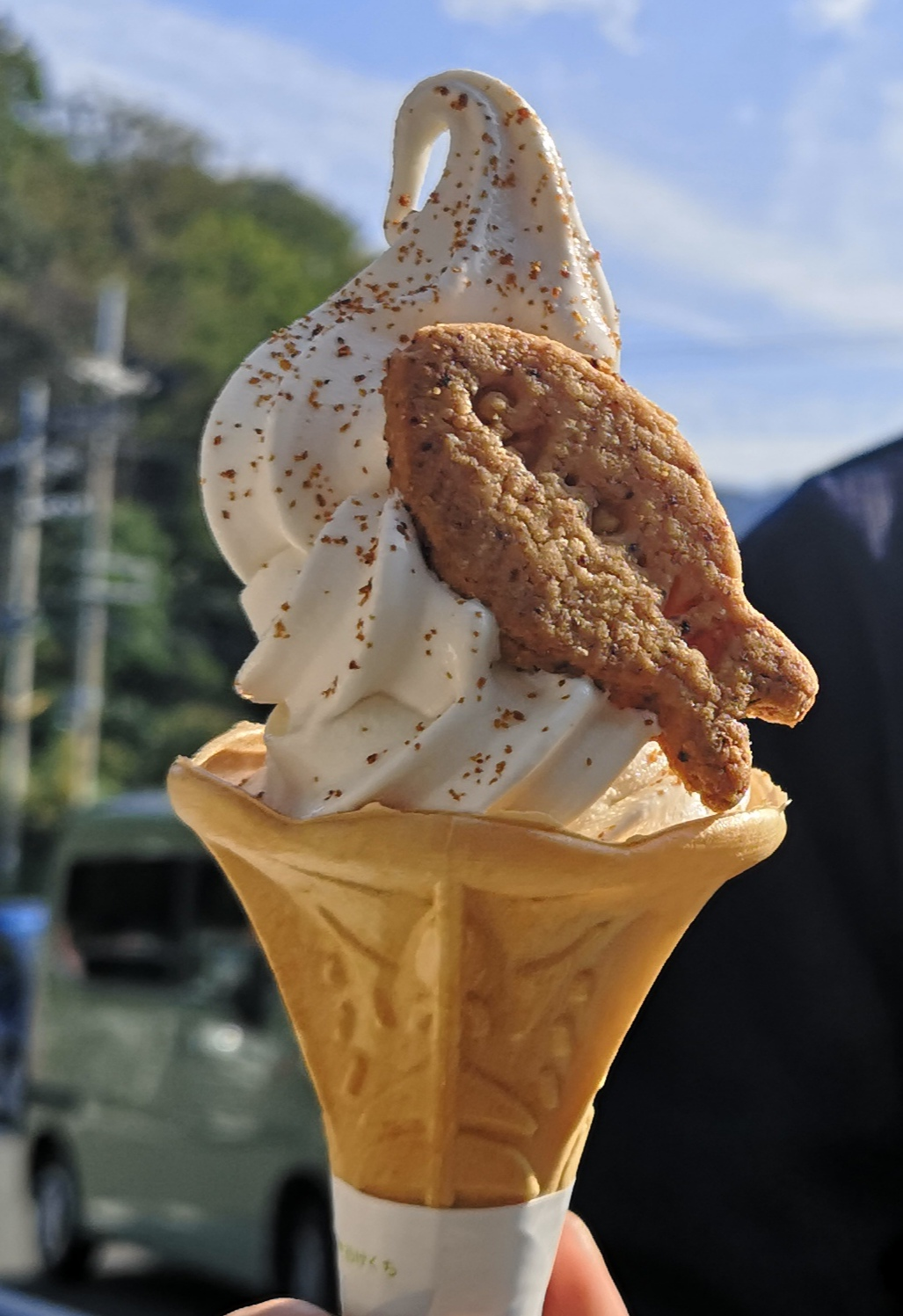
へしこソフトクリーム（五湖の駅）

### 伝承活動
美浜町は、伝統食へしこを守り伝え、地域の活性化、観光PRにつなげようと、2005年（平成17年）5月に「へしこの町」として商標登録し、「へしこの町・美浜」を全国的に売り出している。
平成にはいり、美浜町を訪れる観光客が減少していたことから、美浜町は観光ビジョン策定に着手。観光ビジョンの柱のひとつを名物料理とするため、1999年度に「美浜町名物料理検討委員会」を立ち上げ、「うまいもん図鑑」を編集した。編集にあたっては、美浜町内の観光協会のメンバー、旅館や民宿の女将さんたちとで、名物料理について議論が重ねられた。へしこは、若狭地方の伝統食であり、かつ一年中あることから、名物としてアピールするテーマとすることになった。
また、2003年（平成15年）に福井県立大学赤羽義章教授の研究により、へしこには生さばと比較して、アミノ酸が2.5倍、血圧を抑えるペプチドが5倍あり、血圧を上昇を抑える効果があることなどが発表され、健康増進食品としても注目を集めた。2003年（平成15年）に開かれた「若狭路博2003」では、美浜のへしこが県内外からの来場者に飛ぶような売れ行きをみせ、一躍「美浜のへしこ」が知られるところとなった。
美浜のへしこは、二段階に押し漬けされる。本漬けでの調味料に、しょうゆやみりん、唐辛子などの隠し味が加えられ、他地域とは異なる風味を醸しだし、人気の秘訣となっている。
美浜町は、2004年（平成16年）に「へしこの町」の商標登録を申請し、2005年（平成17年）5月に登録が認められた。2006年（平成18年）には、「へしこの町・美浜」をPRするキャンペーンガールとして、「へし子ちゃん」が製作された。行政と民間が手を携えた観光PR隊により、全国各地で「へしこの町・美浜」のPRが行われた。
女性グループ「なぎさ会」のへしこは2000年（平成12年）食アメニティコンテストで国土長官賞表彰、「千鳥苑」のへしこは大手旅行会社の第1回お土産アカデミーを受賞している。
創作料理の研究も熱心になされた。美浜町と旅館の女将さんたちが一体になって、へしこを使ったサンドイッチ、チジミ、カルパッチョ、パスタなどを考えだし、アピールしていった。タレントの彦摩呂はへしこパスタをお気に入りと語り、「へしこンチーノ」というネーミングを提案している。
へしこの生産業者数及び生産量は、2003年（平成15年）には、6社146,500本であったものが年々増加し、2006年（平成18年）には、8社214,000本になり、福井県内のへしこ生産量の約41.2％を占めた。
美浜町内の小学校では、学校給食にへしこがメニューとしてでるほか、小学生が修学旅行先で、へしこのPRを行ったりしている。
2015年（平成27年）、美浜町内すべてのへしこ生産業者13企業・個人による「美浜へしこ組合」が設立、2019年（令和元年）6月には「美浜のへしこ」が地域団体商標登録されるなど、町をあげてブランド力を高めようとしている。